# Gboard
Gboard è una tastiera virtuale sviluppata da Google per dispositivi Android e iOS. 
Il suo primo rilascio per iOS è del maggio 2016, seguito dal rilascio per Android nel dicembre dello stesso anno, debuttando come un importante aggiornamento dell'applicazione già esistente nota come Google Keyboard.
Gboard integra Google Search, offrendo così risultati web e risposte predittive a seconda del contesto, ricerca facile e condivisione di contenuti GIF ed emoji. Gli aggiornamenti nel corso degli anni hanno abilitato funzionalità aggiuntive tra cui suggerimenti di GIF, opzioni per un tema di colore scuro o aggiunta di un'immagine personale come sfondo della tastiera stessa, supporto per la dettatura vocale, predizione della frase successiva e riconoscimento di emoji disegnati a mano. Al momento del suo lancio su iOS la tastiera offriva solo il supporto per la lingua inglese, con l'aggiunta di altre lingue gradualmente nei mesi successivi: su Android supportava più di 100 lingue al momento del rilascio.
Ad agosto 2018 Gboard ha superato 1 miliardo di installazioni dal Google Play Store, divenendo una delle più popolari applicazioni Android.
L'icona del microfono supporta il riconoscimento vocale in tutte le applicazioni che usano Gboard (es.: Facebook, WhatsApp, Gmail, browser, editor di Wikipedia). Nativamente, il servizio di Google gboard è disponibile soltanto sui dispositivi mobili. Tuttavia, esistono delle estensioni gratuite di Google Chrome come Voicin e Lipsurf, che abilitano il riconoscimento vocale anche sui dispositivi fissi che non hanno sistemi operativi Android e iOS. Inoltre, Gboard può essere eseguito su sistemi operativi Windows mediante un emulatore di Android, vale a dire un software di virtualizzazione.